# Mitja Robar
Mitja Robar (* 4. Januar 1983 in Maribor, SR Slowenien) ist ein slowenischer Eishockeyspieler, der seit November 2021 beim HK Olimpija aus Sarajewo in der Österreichischen Eishockey-Liga unter Vertrag steht.

## Karriere
Mitja Robar begann seine Karriere als Eishockeyspieler in seiner Heimatstadt in der Nachwuchsabteilung des HDK Stavbar Maribor, für dessen Profimannschaft er von 1999 bis 2004 in der Slowenischen Eishockeyliga aktiv war. In der Saison 2003/04 spielte er parallel für den HK Slavija Ljubljana. Von 2004 bis 2006 lief der Verteidiger für den HDD Olimpija Ljubljana auf.
Anschließend verbrachte er fünf Jahre beim HK Jesenice, für den er in der Österreichischen Eishockey-Liga auf dem Eis stand. Parallel nahm er mit der Mannschaft an der slowenischen Meisterschaft teil. In den Jahren 2008, 2009, 2010 und 2011 wurde er mit Jesenice vier Mal in Folge Slowenischer Meister.
Die Saison 2011/12 begann Robar als Leihspieler bei Växjö Lakers Hockey in Schweden. Die Mannschaft lieh ihn jedoch umgehend an den IK Oskarshamn aus der drittklassigen Division 1 aus. Im weiteren Saisonverlauf spielte er elf Mal für Lukko Rauma aus der finnischen SM-liiga. Im Januar 2012 wurde der slowenische Nationalspieler schließlich von den Krefeld Pinguinen aus der Deutschen Eishockey Liga verpflichtet. Insgesamt erzielte er für Krefeld in 106 DEL-Spielen zehn Tore und 32 Vorlagen. Nach zweieinhalb Jahren in Krefeld wechselte er 2014 zum BK Mladá Boleslav in die tschechische Extraliga, bei der er fast 100 Spiele absolvierte.
Im Juni 2016 kehrte er in die Österreichische Eishockey-Liga zurück, als er vom EC KAC verpflichtet wurde. Nachdem er 2018/19 beim KHL Medveščak Zagreb gespielt hatte, war er zunächst vereinslos, spielte aber ab 2020 wieder für den HDK Stavbar Maribor. Im November 2021 verpflichtete ihn der HK Olimpija, mit dem er 2022 abermals slowenischer Meister wurde.

### International

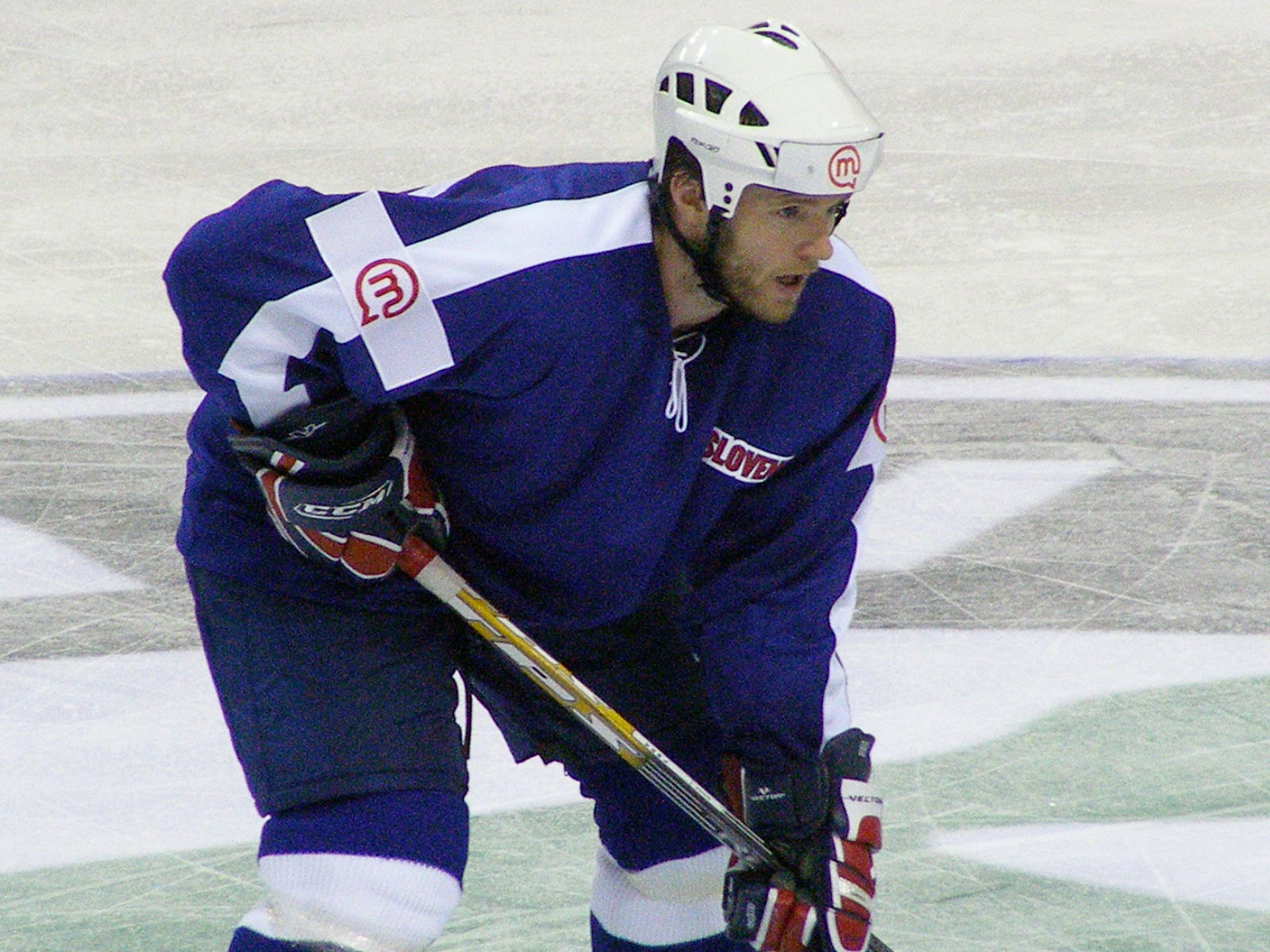
Mitja Robar bei der Weltmeisterschaft 2008

Für Slowenien nahm Robar im Juniorenbereich an den U18-Weltmeisterschaften der Europa-Division I 2000 und der Division II 2001 sowie den U20-Weltmeisterschaften der Division I 2002 und 2003 teil.
Im Seniorenbereich stand er im Aufgebot seines Landes bei den Weltmeisterschaften der Division I 2004, als er die beste Plus/Minus-Bilanz des Turniers erreichte, 2007, 2009, als er die meisten Scorer-Punkte eines Defensivspielers erzielte, 2012, 2014 und 2022, als er die beste Plus/Minus-Bilanz des Turniers aufwies. Darüber hinaus vertrat er Slowenien bei den Weltmeisterschaften 2005, 2006, 2008, 2011, 2013 und 2015 in der Top-Division. Außerdem stand er für seine Farben bei den Qualifikationsturnieren für die Olympischen Winterspiele 2006 in Turin, 2010 in Vancouver, 2014 in Sotschi und 2018 in Pyeongchang und bei den Winterspielen in Sotschi selbst, als die Slowenen einen überraschenden siebten Rang erreichten, auf dem Eis.

## Erfolge und Auszeichnungen
- 2008 Slowenischer Meister mit dem HK Jesenice
- 2009 Slowenischer Meister mit dem HK Jesenice
- 2010 Slowenischer Meister mit dem HK Jesenice
- 2011 Slowenischer Meister mit dem HK Jesenice
- 2022 Slowenischer Meister mit dem HK Olimpija

### International
- 2001 Aufstieg in die Division I bei der U18-Junioren-Weltmeisterschaft der Division II
- 2004 Aufstieg in die Top-Division bei der Weltmeisterschaft der Division I, Gruppe B
- 2004 Beste Plus/Minus-Bilanz bei der Weltmeisterschaft der Division I, Gruppe B
- 2007 Aufstieg in die Top-Division bei der Weltmeisterschaft der Division I, Gruppe B
- 2012 Aufstieg in die Top-Division bei der Weltmeisterschaft der Division I, Gruppe A
- 2014 Aufstieg in die Top-Division bei der Weltmeisterschaft der Division I, Gruppe A
- 2022 Aufstieg in die Top-Division bei der Weltmeisterschaft der Division I, Gruppe A
- 2022 Beste Plus/Minus-Bilanz der Weltmeisterschaft der Division I, Gruppe A

## Karrierestatistik
(Legende zur Spielerstatistik: Sp oder GP = absolvierte Spiele; T oder G = erzielte Tore; V oder A = erzielte Assists; Pkt oder Pts = erzielte Scorerpunkte; SM oder PIM = erhaltene Strafminuten; +/− = Plus/Minus-Bilanz; PP = erzielte Überzahltore; SH = erzielte Unterzahltore; GW = erzielte Siegtore; 1 Play-downs/Relegation; Kursiv: Statistik nicht vollständig)